# Impanación
Impanación es una palabra empleada para denotar la unión del cuerpo de Cristo con el pan de la Eucaristía. Esto está basado en la analogía de la unión hipostática de Cristo: Si Dios se hizo carne en la persona de Jesucristo, Dios se hizo pan en la Eucaristía. Las atribuciones divinas de Cristo están compartidas con el pan eucarístico a través de su cuerpo. Es considerada similar a la consubstanciación. Esto es visto como una herejía por la Iglesia Católica y es rechazado por la Iglesia Luterana.
- Datos: Q1093172